# Heinrich von Bülow

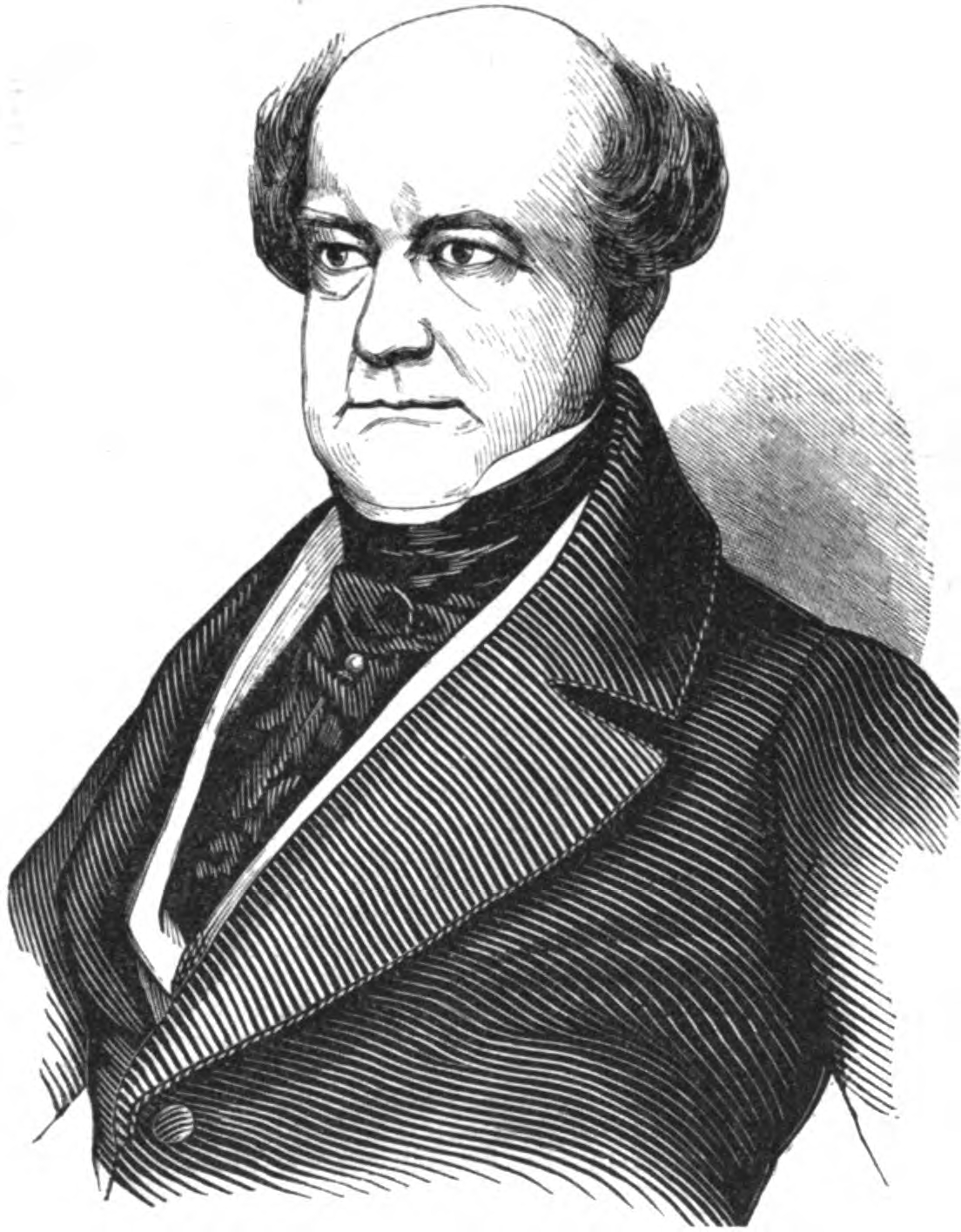
Heinrich von Bülow.

Heinrich Freiherr von Bülow (16 de septiembre de 1792, en Schwerin - 6 de febrero de 1846, en Berlín) fue un estadista prusiano. 
Bülow, miembro de la familia noble Bülow, fue educado en la Domschule Güstrow, y después estudió Derecho desde 1810 en adelante, primero en Jena, y después en Heidelberg y Ginebra. En 1813 se unió al Walmodensche Korps como teniente y fue hecho adjunto del coronel ruso August Ludwig Ferdinand von Nostitz, en cuyas campañas se distinguió varias veces.
Después de la guerra, se dedicó a la diplomacia, trabajando a las órdenes del ministro Wilhelm von Humboldt, cuando este lideró las negociaciones para determinar las fronteras de los territorios alemanes en Frankfurt am Main. Siguió a von Humboldt a Londres en 1817 como secretario del embajador y en 1819 en Berlín, donde asumió el puesto en la sección de comercio y asuntos marítimos en el Ministerio de Asuntos Exteriores Prusiano. Aquí se casó con la hija menor de Wilhelm von Humboldt, Gabriele (1802-1887) en 1820.
Estuvo particularmente exitoso y activo en preparar el Zollverein (Unión de Fronteras Económicas alemanas) mediante la conclusión de acuerdos de fronteras con los estados vecinos. También como embajador en Londres, para el que fue seleccionado en 1827, trabajó para avanzar en el Zollverein. Se ganó la confianza de los estadistas británicos y participó con suceso en las negociaciones sobre Bélgica y la Cuestión Oriental (1840-41). En otoño de 1841 fue hecho enviado en el Bundestag en Frankfurt am Main, pero ya el 2 de abril de 1842 fue nombrado Ministro de Exteriores de Prusia en lugar de Mortimer von Maltzan. Él y el Ministro de Guerra Hermann von Boyen pertenecían a la tendencia más liberal en el gabinete, pero tenían una influencia insignificante en política general. Bülow abandonó el gobierno en 1845 y se retiró a Tegel.